# Anilios troglodytes
Anilios troglodytes är en ormart som beskrevs av Storr 1981. Anilios troglodytes ingår i släktet Anilios och familjen maskormar. Inga underarter finns listade i Catalogue of Life.
Denna orm förekommer i regionen Kimberley i Western Australia i Australien. Den lever i savanner och andra gräsmarker. Anilios troglodytes gräver i lövskiktet och i det översta jordlagret. Den har larver av myror och termiter som föda. Honor lägger ägg.
För beståndet är inga hot kända. Hela populationen anses vara stabil. IUCN listar arten som livskraftig (LC).